# Broad Peak - Fino alla cima

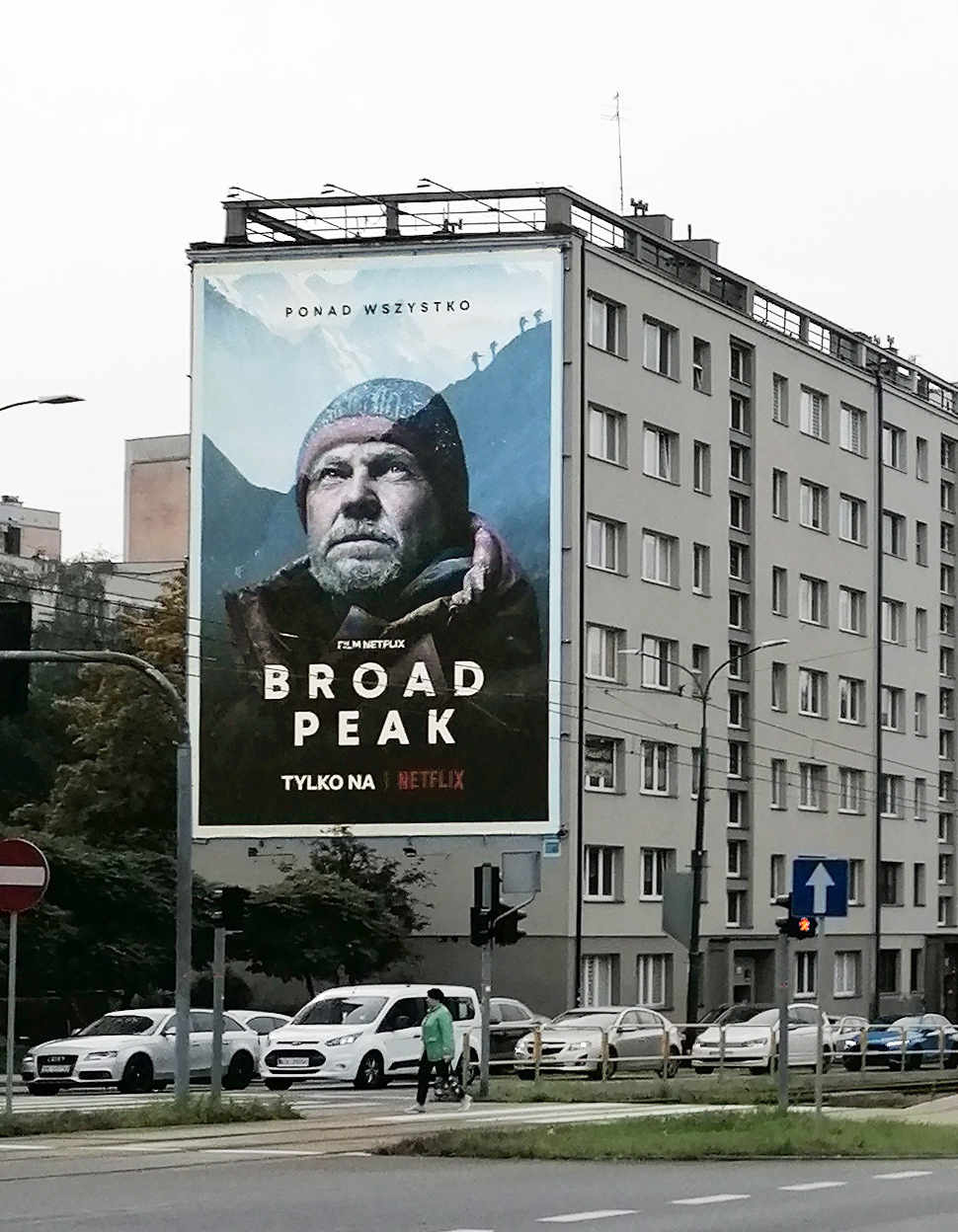
Manifesto pubblicitario del film a Katowice

Broad Peak - Fino alla cima (Broad Peak) è un film del 2021, diretto da Leszek Dawid.

## Trama
Dopo aver scalato la montagna Broad Peak, l'alpinista polacco Maciej Berbeka scopre che per completare la scalata gli manca solamente un pezzetto. Dopo venticinque anni cerca il suo riscatto.

## Distribuzione
Il film è stato distribuito sulla piattaforma Netflix dal 14 settembre 2022.